# منطقه بریست
منطقه بریست (به لاتین: Brest Region) یک منطقهٔ مسکونی در بلاروس است. منطقه بریست ۳۲٬۷۹۰٫۶۸ کیلومتر مربع مساحت و ۱٬۳۸۸٬۵۱۳ نفر جمعیت دارد.